# Jan Busselen
Jan Busselen, né le 12 mars 1979 à Hasselt, est un homme politique belge, membre du Parti du travail de Belgique (PTB).

## Biographie
Jan Busselen nait le 12 mars 1979 à Hasselt.
Lors des élections régionales de 2019, il est élu député au Parlement de la région de Bruxelles-Capitale, dans le collège électoral néerlandophone.